# Шабаш (порог)
Порог Шабаш (или Кузюрский) — речной порог на горной реке Катунь в её среднем течении в Республике Алтай, состоящий из двух ступеней. Относится к 4—5 категории сложности по российской классификации и является одним из сложнейших препятствий средней Катуни.

## Физико-географические характеристики порога
Порог Шабаш находится в республике Алтай (Онгудайский район) на реке Катунь в её среднем течении. Порогу Шабаш предшествует порог Кадринская труба (3—4 к. с.), расположенный выше по течению в 4 километрах. Катунь между порогами Кадринская труба и Шабаш носит спокойный характер, сложных препятствий нет. Порог Шабаш начинается примерно в 700 метрах от устья правого притока Катуни небольшой реки Кузюр в скальном сужении реки. Находится на правом повороте реки, длина порога составляет около 300 метров. После Шабаша на Катуни, вплоть до порога Каянча-1, расположенного в 16 километрах ниже по течению, встречаются только шиверы, местами достаточно сложные. Ввиду того, что автомобильные дороги пролегают вдали от порога Шабаш, попасть сюда можно только по воде.

## Технические характеристики порога

### Подход к порогу и разведка
Порог Шабаш относится к 4—5 категории сложности (в зависимости от уровня воды) и является одним из сложнейших препятствий средней Катуни. Ориентирами начала порога являются галечный пляж на левом берегу (в «низкую» воду превращающийся в остров), и большой приметный камень на правом берегу, называемый «Дом», с которого удобно вести разведку порога. Сразу за камнем Катунь поворачивает направо. Порог начинается непосредственно перед поворотом. При прохождении порога необходима разведка в любую воду. Разведка осуществляется с правого берега. С камня «Дом» хорошо просматривается первая ступень порога. Для просмотра второй ступени необходимо пройти по камням немного дальше, либо причалить к правому берегу после прохождения первой ступени для разведки.

### Прохождение порога
Порог Шабаш состоит из двух ступеней.

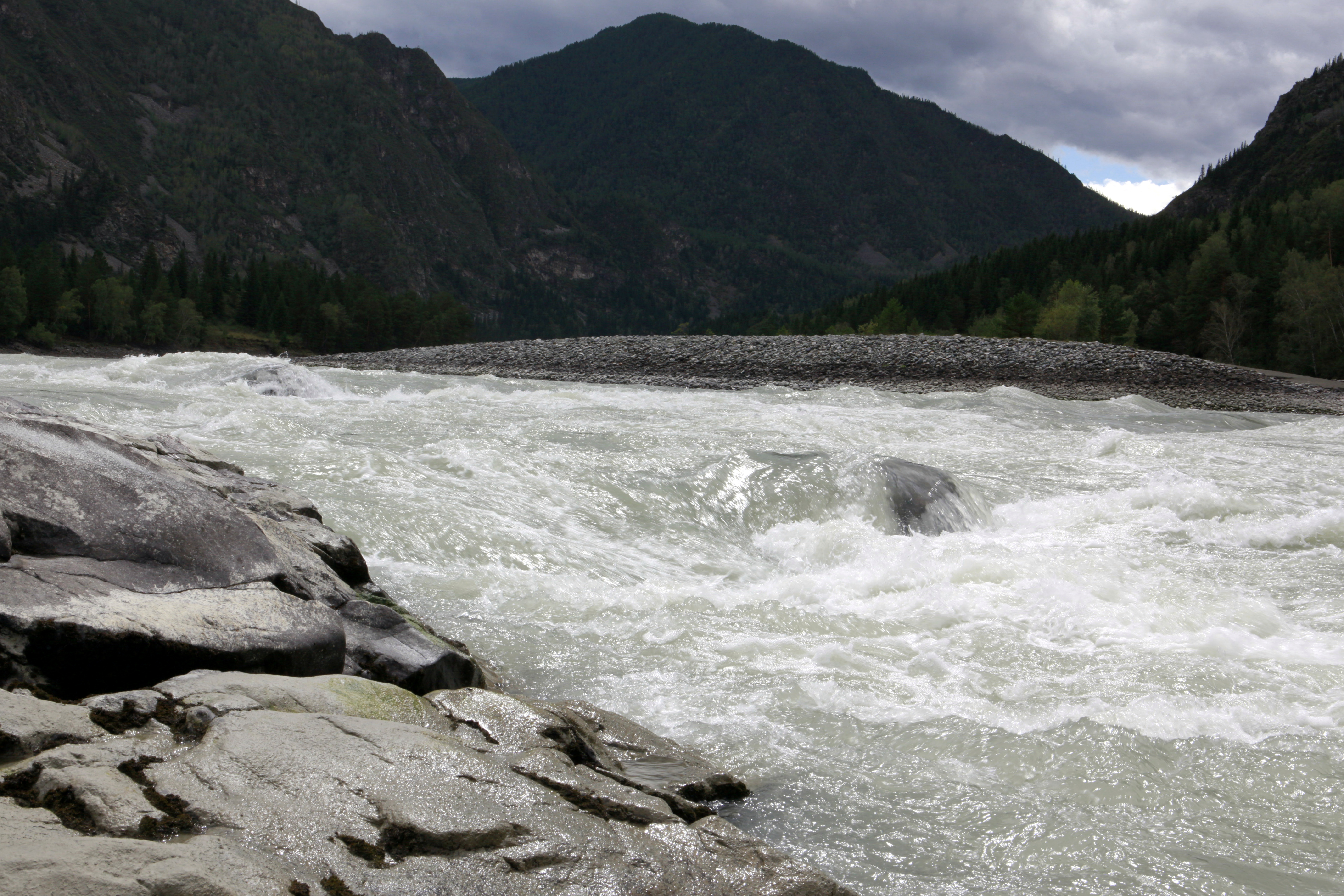
Порог Шабаш, первая ступень

Первая ступень расположена на повороте реки около камня «Дом». В зависимости от уровня воды, характер и сила препятствий меняется. В «высокую» воду в потоке образуется 2 струи. Левая струя, более мощная, начинается большими валами и бочками размером до 2,5 метров, переходя затем в огромный пульсирующий вал шириной 10—15 метров и высотой до 3,5 метров. После пульсирующего вала поток переходит в большие валы до 2 метров высотой, и затем уходит в быстроток, ведущий ко второй ступени. В правой части потока расположено 2 бочки, одна перед поворотом, вторая сразу после него. В «высокую» воду иногда образуется дополнительный проход справа от «Дома» (так называемая «еврейская протока»). В «среднюю» и «низкую» воду размеры валов уменьшаются, часть бочек переходит в сливы. При прохождении порога в «высокую» воду рекомендуется, если возможно, идти по дополнительному проходу. Также можно пройти по основному проходу, сначала по правой струе через входную бочку, затем после поворота резко уходя вправо. В «среднюю» и «низкую» воду первую ступень порога можно пройти как справа, так и слева, избегая попадания в пульсирующий вал. В случае переворота («киля») в первой ступени спортсменам, оказавшимся в воде, рекомендуется придерживаться центральной струи, избегая попадания в левую часть второй ступени.
После первой ступени Катунь переходит в прямой участок с быстрым течением длиной около 200 метров. Здесь возможно причалить на правый берег для просмотра второй ступени. Ориентиром начала второй ступени служит большая скала на правом берегу. Основная струя идёт по центру, начинаясь с большой бочки (в «высокую» воду), переходя затем участок со стремительным течением длиной около 100 метров. После него идёт череда косых и пульсирующих валов высотой до 2,5 метров. Слева вторая ступень представляет собой непрерывную цепь больших бочек размером до 2,5 метров. В «низкую» воду бочки слева становятся слабее, справа около берега образуется слив с большой бочкой в конце. Вторую ступень проходят либо справа по более спокойной воде, либо по центру.
При прохождении порога страховка обычно осуществляется с воды. При принятии решения о не прохождении порога его обносят по камням по правому берегу. После второй ступени Катунь сильно расширяется и на некоторое время переходит в спокойное течение.

## Туризм
Порог Шабаш является одним из основных препятствий при сплавах по средней Катуни. Порог является проходимым для плотов (рафтов), катамаранов, каяков.
Прохождение порога Шабаш включено в программу всероссийских состязаний «Супермарафон — Катунь», проходящих в рамках фестиваля «Кубок Катуни — Ак Талай Маргаан», традиционно проходящего в конце августа — начале сентября. Дистанция супермарафона начинается у устья реки Большой Яломан, и заканчивается у устья реки Урсул, и включает в себя прохождение порогов Ильгуменский, Кадринская труба и Шабаш.

### Комментарии
1. ↑  Валом называют возмущение водной поверхности в форме волны, в котором вода движется параллельно потоку по склонам вала вверх и вниз. Если при этом гребень волны направлен перпендикулярно потоку, то вал называют стоячим, если под углом, то косым.
2. ↑  Бочкой называют препятствие в виде вала с обратным течением. Причиной его возникновения служит отражение падающего со слива потока от дна реки, в результате чего возникает вертикальная циркуляция и обратное течение. Обычно подобная циркуляция создаёт вспененный гребень на вершине вала.
3. ↑  Пульсирующий вал имеет периодически изменяющуюся форму волны. С течением времени верхушка вала растёт, и при достижении определённого уровня падает, «закрывая» тем самым яму перед валом. После этого процесс начинается сначала.